# Jety III
Neferkara Jety, o Jety III, fue un gobernante de la dinastía IX de Egipto c. 2103-2085 a. C.

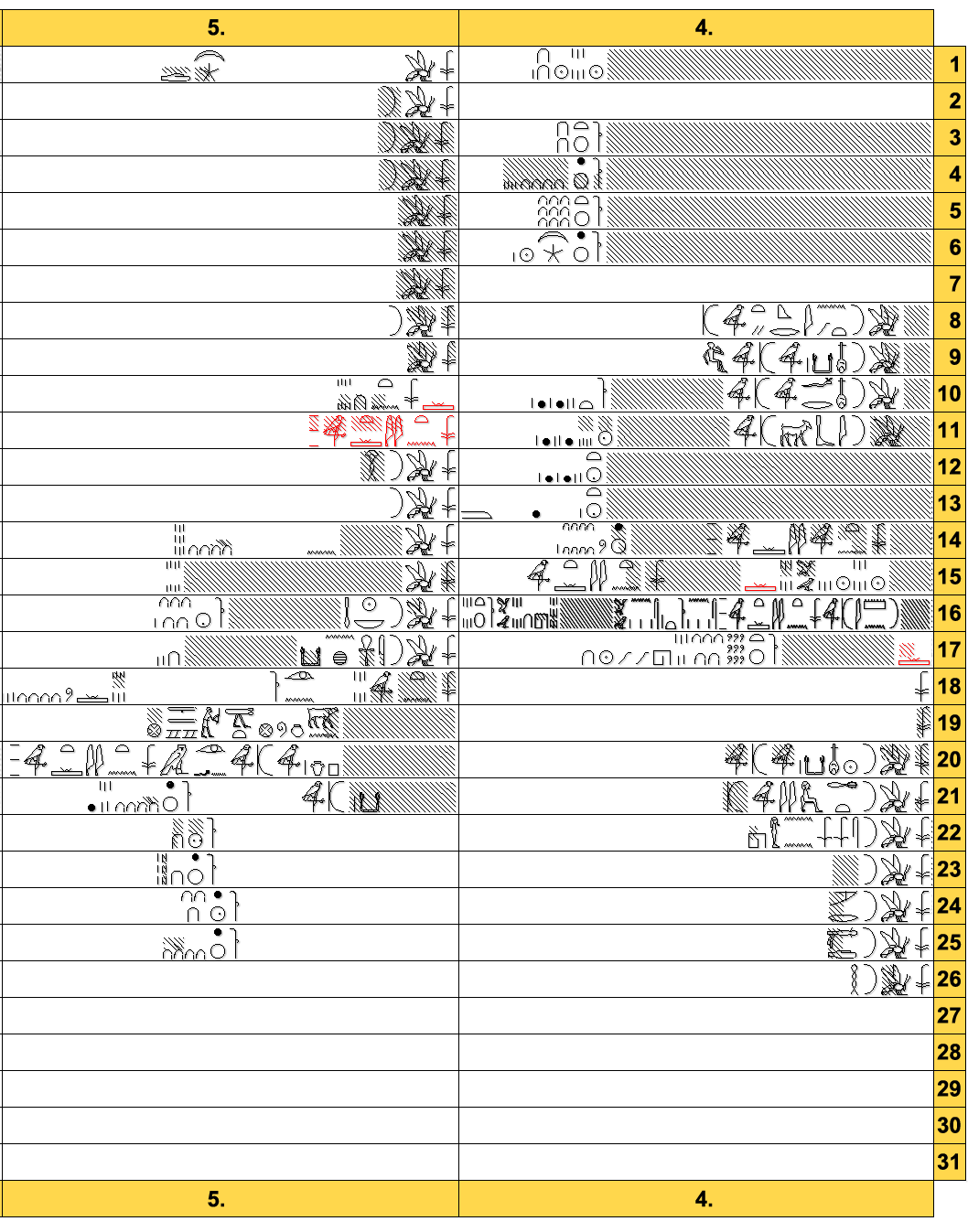
Canon Real de Turín, registro 4.23.

Es contemporáneo de Intef III, el faraón de la dinastía XI. Jety III se apoderó del nomo de Abidos, dominada por el rey Intef III, pero al parecer la ciudad se sublevó y Jety tuvo que concertar una tregua y conformarse con luchar contra los asiáticos del delta. 
Está inscrito su nombre, Jety sa... Neferkara ..., en el Canon Real de Turín, en el registro 4.23.
No figura en la Lista Real de Abidos ni en la Lista Real de Saqqara. Tampoco lo mencionan Sexto Julio Africano ni Eusebio de Cesarea.
- Según algunos especialistas sería un rey de la dinastía X.

## Titulatura
| Titulatura | Jeroglífico | Transliteración (transcripción) - traducción - (referencias) |

| N5 | F35 | D28 |

| N5 | F35 | D28 |

| N5 | F35 | D28 |

| N5 | F35 | D28 |

| N5 | F35 | D28 |

| N5 | F35 | D28 |

| N5 | F35 | D28 |

| N5 | F35 | D28 |

| N5 | F35 | D28 |

| N5 | F35 | D28 |

| N5 | F35 | D28 |

| N5 | F35 | D28 |

| N5 | F35 | D28 |

| N5 | F35 | D28 |

| N5 | F35 | D28 |

| N5 | F35 | D28 |

| F32 · X1 | U33 | M17 | M17 | G7 |

| F32 · X1 | U33 | M17 | M17 | G7 |

| F32 · X1 | U33 | M17 | M17 | G7 |

| F32 · X1 | U33 | M17 | M17 | G7 |

| F32 · X1 | U33 | M17 | M17 | G7 |

| F32 · X1 | U33 | M17 | M17 | G7 |

| F32 · X1 | U33 | M17 | M17 | G7 |

| F32 · X1 | U33 | M17 | M17 | G7 |

| F32 · X1 | U33 | M17 | M17 | G7 |

| F32 · X1 | U33 | M17 | M17 | G7 |

| F32 · X1 | U33 | M17 | M17 | G7 |

| F32 · X1 | U33 | M17 | M17 | G7 |

| F32 · X1 | U33 | M17 | M17 | G7 |

| F32 · X1 | U33 | M17 | M17 | G7 |

| F32 · X1 | U33 | M17 | M17 | G7 |

| F32 · X1 | U33 | M17 | M17 | G7 |